# Bausch & Lomb Championships 2004 - Doppio
Il doppio del torneo di tennis Bausch & Lomb Championships 2004, facente parte del WTA Tour 2004, ha avuto come vincitrici Nadia Petrova e Meghann Shaughnessy che hanno battuto in finale Myriam Casanova e Alicia Molik 3–6, 6–2, 7–5.

## Teste di serie
1. Virginia Ruano Pascual /  Paola Suárez (semifinali)
2. Liezel Huber /  Martina Navrátilová (primo turno)

1. Cara Black /  Rennae Stubbs (primo turno)
2. Elena Lichovceva /  Conchita Martínez (primo turno)

## Tabellone

### Legenda
| - Q = Qualificato - WC = Wild card - LL = Lucky loser | - ALT = Alternate - SE = Special Exempt - PR = Protected Ranking | - w/o = Walkover - r = Ritirato - d = Squalificato |